# Krýsuvík

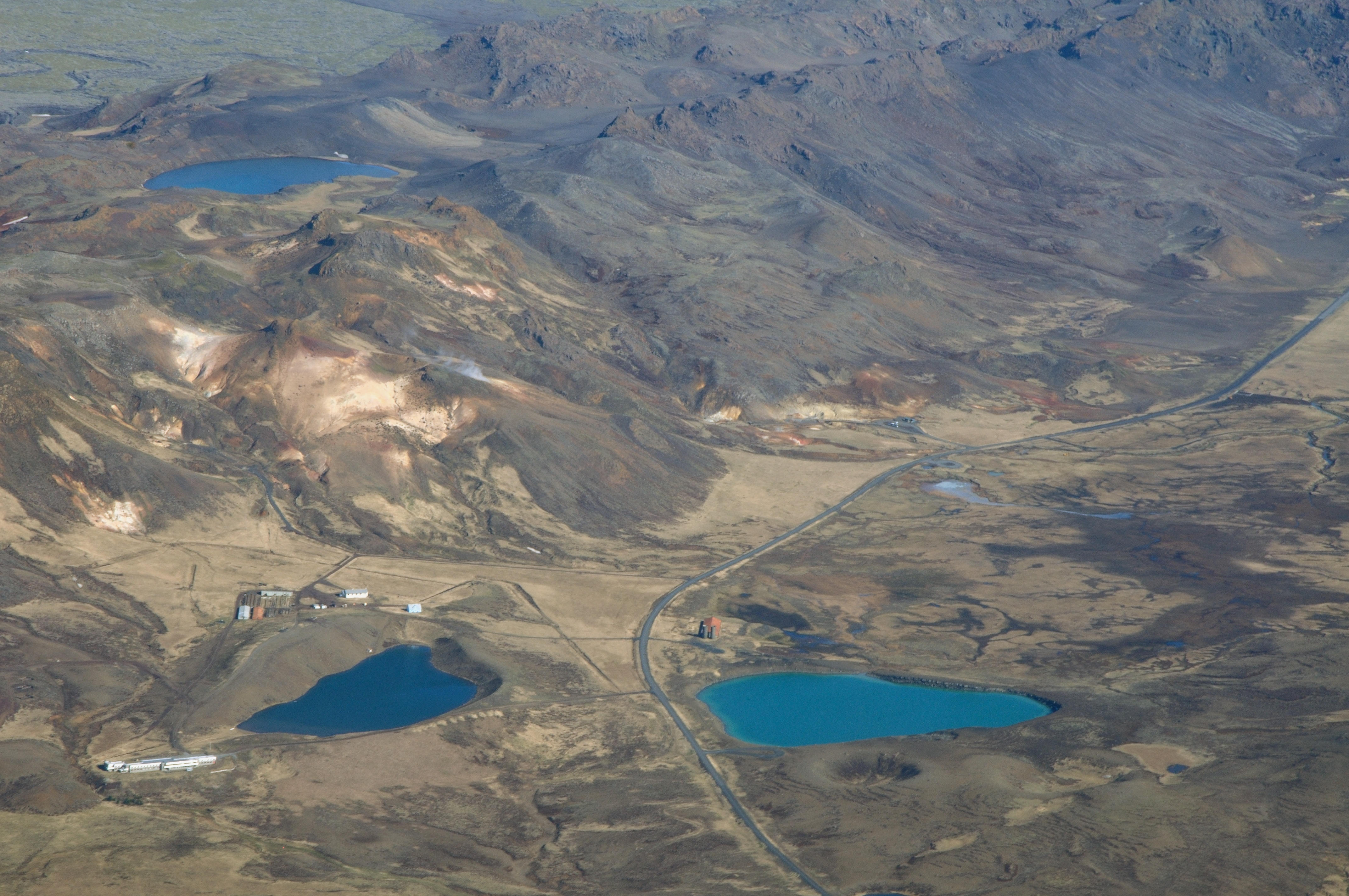
Zdjęcie lotnicze Krýsuvíku

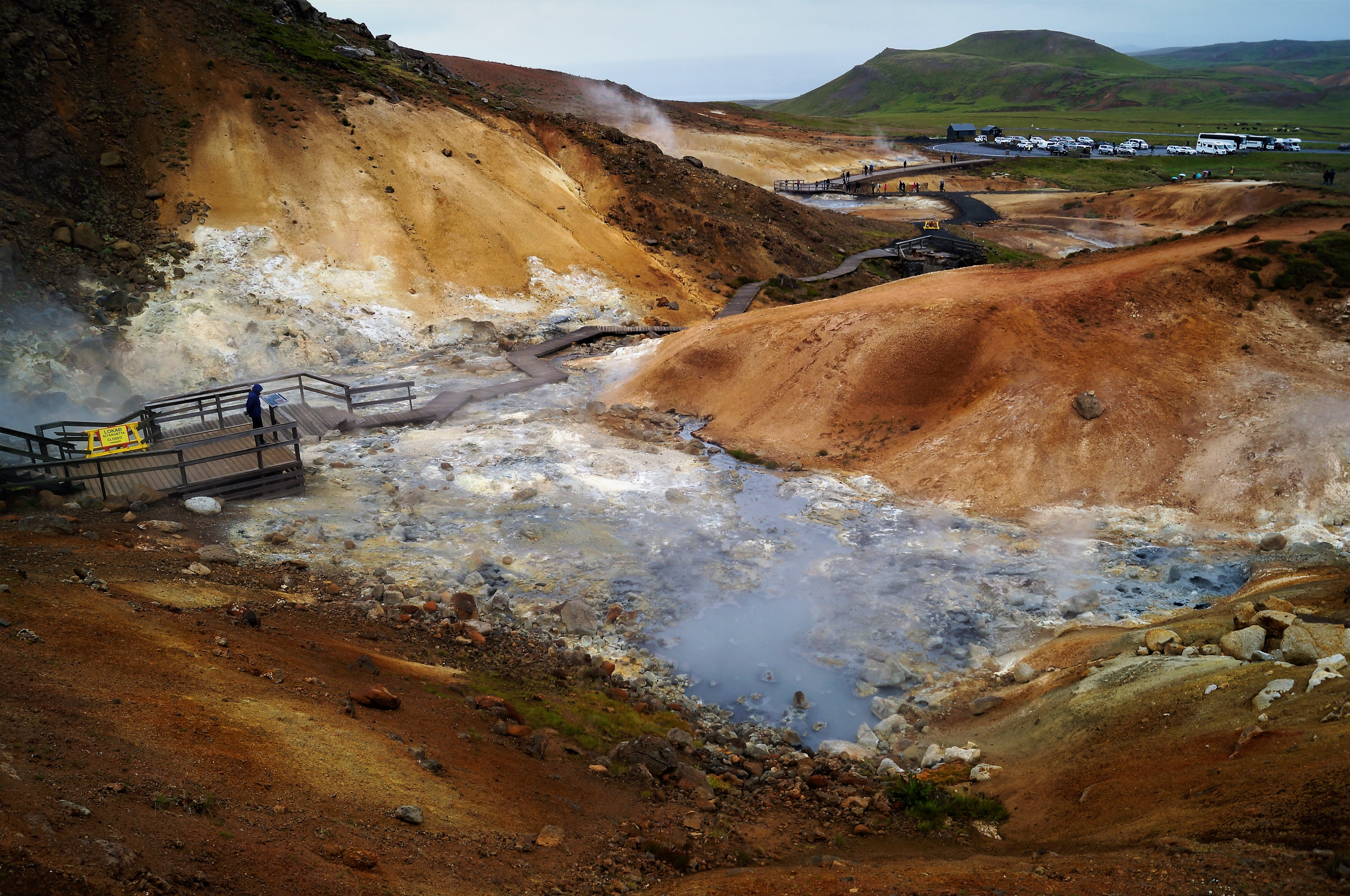
Pole geotermalne Krýsuvík-Seltún

Krýsuvík (lub Krísuvík) – obszar geotermalny w  południowo-zachodniej Islandii, na półwyspie Reykjanes. Wchodzi w skład systemu wulkanicznego Krýsuvík-Trölladyngja Położony jest na południe od jeziora Kleifarvatn. Pod względem administracyjnym należy do gminy Hafnarfjarðarkaupstaður, stanowiąc jej eksklawę w obrębie gminy Grindavíkurbær.
Obszar geotermalny Krýsuvík jest ważna atrakcją turystyczną w tej części wyspy.